# Landsretter i Belgien
Der er fem landsretter i Belgien (nederlandsk: Hof van beroep, fransk: Cour d'appel, tysk: Appellationshof).

## Landretten i Antwerpen
Domstolen har sæde i Antwerpen. Retssproget er nederlandsk. Der modtages appeller fra provinserne Antwerpen og Limburg.

## Landretten i Mons
Domstolen har sæde i Mons. Retssproget er fransk. Der modtages appeler fra provinsen Hainaut.  

## Landretten i Bryssel
Domstolen har sæde i Bryssel. Retssprogene er nederlandsk og fransk. Der modtages appeller fra den sydlige del af den tidligere provins Brabant, dvs. fra de nuværende provinser Vlaams-Brabant og Brabant Wallon samt fra hovedstadsregionen Bryssel.

## Landretten i Gent
Domstolen har sæde i Gent. Retssproget er nederlandsk. Der modtages appeller fra provinserne Østflandern og Vestflandern.

## Landretten i Liège
Domstolen har sæde i Liège. Retssproget er fransk. (For appelsager fra østligste kommuner i provinsen Liège er sproget dog tysk). Der modtages appeller fra provinserne Liège, Namur og Luxembourg.